# Ksenotarsozaur
Ksenotarsozaur (Xenotarsosaurus) – rodzaj teropoda z grupy abelizauroidów (Abelisauroidea).
Żył w późnej kredzie na terenach współczesnej Ameryki Południowej. Jego szczątki znaleziono w Argentynie. Został opisany w 1986 roku przez Martíneza i współpracowników na podstawie skamieniałości odkrytych w osadach formacji Bajo Barreal w prowincji Chubut.
Długość kości udowej ksenotarsozaura wynosi 598 mm, co długość całego zwierzęcia pozwala oszacować na około 5 m.
Niektórzy autorzy klasyfikowali ksenotarsozaura jako przedstawiciela Neoceratosauria o niepewnej pozycji systematycznej, jednak Carrano i Sampson (2008) wyróżnili osiem cech, które wspierają przynależność ksenotarsozaura do Abelisauroidea, a prawdopodobnie również do Abelisauridae.